# 赫尼拉河 (布若克河支流)
參數所指定的目標頁面不存在，建議更正成存在頁面或直接建立下列一個頁面（建立前請先搜尋是否有合適的存在頁面可以取代）：
- 赫尼拉河

赫尼拉河（羅馬化：Hnyla）是烏克蘭的河流，位於該國西部赫梅利尼茨基州，屬於布若克河的右支流，發源自蒂拉尼夫卡，河口處在雅羅斯拉夫卡以北，河道全長19公里，流域面積75.5平方公里。